# Varmo
Varmo (furlanisch: Vildivar) ist eine nordostitalienische Gemeinde (comune) mit 2647 Einwohnern (Stand 31. Dezember 2023) in der Region Friaul-Julisch Venetien. Die Gemeinde liegt etwa 29 Kilometer südwestlich von Udine am Varmo und grenzt unmittelbar an die Metropolitanstadt Venedig. Die westliche Gemeindegrenze bildet der Tagliamento.

## Geschichte
In den ersten Jahren nach 1000 nach Christus herrschten die ersten Grafen von Varmo. Der furlanische Name ist eine Verkürzung aus Villagio di Varmo.